# Цеднер, Иосиф
Иосиф Цеднер (нем. Joseph Zedner, 1804—1871) — германо-еврейский библиограф, составитель каталога еврейских книг библиотеки Британского музея (1867).

## Биография
Родился в Гросс-Глогау в 1804 году. Был сначала преподавателем в Мекленбурге-Стрелице; в 1832 году занял место преподавателя в семье книготорговца А. Ашера в Берлине. Позднее Цеднер сам занялся книготорговой деятельностью.
В 1845 году был назначен библиотекарем еврейского собрания в Британском музее. Составленный им каталог еврейских книг музея были издан: «Catalogue of the Hebrew Books in the Library of the British Musеum» (Лондон, 1867). Текст отличается необыкновенной старательностью, точностью и сжатостью..
Умер в Берлине в 1871 году.

## Труды
- «Auswahl historischer Stücke aus hebräischen Schriftstellern» — историческая хрестоматия, содержащая избранные тексты из писателей и хронистов, начиная со II века по XIX век, с вокализацией и примечаниями (Берлин, 1840);
- «Catalogue of the Hebrew Books in the Library of the British Musеum» (Лондон, 1867);
- «Ein Fragment aus dem letzten Gesаnge von Reineke Fuchs» — поэтическая сатира на Наполеона III (ib., 1871);
- ряд примечаний к изданию Ашера «Путешествий» Вениамина Тудельского (Лондон, 1840);
- издание комментария Ибн-Эзры к книге Эсфири, с введением Цеднера «Wa-josef Abraham».[3]